# Venera 2MV-1 No.1
Venera 2MV-1 No.1, còn được gọi là Sputnik 19 ở phương Tây, là một phi thuyền của Liên Xô, được phóng vào năm 1962 như một phần của chương trình Venera, và được dự định trở thành phi thuyền đầu tiên hạ cánh trên sao Kim. Do một vấn đề với giai đoạn tầng trên nó không thể rời khỏi quỹ đạo Trái Đất thấp, và trở lại bầu khí quyển một vài ngày sau đó. Đây là tàu vũ trụ đầu tiên của hai tàu vũ trụ Venera 2MV-1, cả hai đều không thể rời khỏi quỹ đạo Trái Đất.
Venera 2MV-1 No.1 được phóng lên lúc 02:18:45 UTC ngày 25 tháng 8 năm 1962, trên đỉnh một tên lửa đẩy mang tên Molniya 8K78 bay từ vị trí 1/5 tại sân bay vũ trụ Baikonur. Ba giai đoạn đầu tiên của tên lửa hoạt động tự nhiên, đẩy vào giai đoạn thứ tư và đưa tải trọng vào quỹ đạo Trái Đất thấp. Giai đoạn thứ tư sau đó được chờ cho đến một giờ và năm mươi giây sau khi phóng, khi nó kích hoạt động cơ ullage của nó để chuẩn bị cho việc đánh lửa. Một trong những động cơ ullage không cháy, và khi động cơ chính đốt cháy trong bốn phút đốt cháy để đặt tàu vũ trụ vào quỹ đạo nhật tâm, giai đoạn này bắt đầu bị mất kiểm soát. Bốn mươi lăm giây sau, động cơ của nó bị ngưng, để lại phi thuyền bị mắc kẹt trong quỹ đạo Trái Đất. Tàu đã rơi trở lại bầu khí quyển ngày 28 tháng 8 năm 1962, ba ngày sau khi nó được phóng lên.